# Apomecyna salomonum
Apomecyna salomonum là một loài bọ cánh cứng trong họ Cerambycidae.